# Fiat G.12
Fiat G.12 — итальянский транспортный и пассажирский самолёт 1940-х годов. Использовался гражданскими авиаперевозчиками и ВВС Королевства Италия, а также Люфтваффе и ВВС Королевства Венгрии.

## История
Разработка нового пассажирского самолёта началась в авиационном филиале концерна Fiat в конце 1930-х. G.12 получил классическую для большинства итальянских транспортно-пассажирских и бомбардировочных самолётов трёхдвигательную схему с расположением двух двигателей в плоскостях и одного в передней части фюзеляжа перед кабиной пилотов. Хотя такая схема считалась уже к 1940 году во всем мире устаревшей. Сам же самолёт представлял из себя свободнонесущий цельнометаллический низкоплан, имел высокое вертикальное оперение. На самолёт устанавливали три радиальных двигателя Fiat A.74 RC2 каждый мощностью 770 л. с. Пассажировместимость 14 человек. Со вступлением Италии во Вторую Мировую войну эти самолёты стали использоваться военными как транспортные и перевозили грузы из Италии в Северную Африку. Часть самолётов досталась немцам, а 12 экземпляров были проданы в Венгрию. G.12 выпускался всю войну и был снят с производства лишь в 1949 году. В конце 40-х ему на смену пришёл более усовершенствованный вариант G.212.

## Модификации
- Fiat G.12C — пассажирский вариант на 14 мест.
- Fiat G.12 «Gondar» — пассажирский, с большой дальностью, для маршрутов между Италией и Итальянской Восточной Африкой.
- Fiat G.12T — транспортный вариант
- Fiat G.12RT и G.12Tbis — специальные варианты для полётов из Рима в Токио с дальностью в 8000 и 9000 км соответственно.
- Fiat G.12L — модификация с удлинённым фюзеляжем, вмещающая до 18 пассажиров
- Fiat G.12LP и G.12LB — послевоенные модификации с американскими и британскими двигателями.
- Fiat G.212 — дальнейшее развитие модели G.12

## В эксплуатации
- Королевство Италия
- Итальянская социальная республика
- Нацистская Германия
- Королевство Венгрия
- Итальянская республика

## Технические характеристики
- Модификация — G.12
- Длина — 20,16 м
- Размах крыла — 26,80 м
- Площадь крыла — 113,50 м.кв.
- Высота — 4,90 м
- Вес пустого — 8890 кг
- Вес взлётный — 12800 кг
- Скорость максимальная — 396 км/ч
- Скорость крейсерская — 303 км/ч
- Дальность — 1740 км
- Потолок — 8000 метров
- Экипаж — 2-3 человека
- Двигатель — три звездообразных FIAT A.74 RC 42, мощностью 770 л. с. каждый
- Вооружение — возможна установка двух 7,7-мм пулемётов Breda-SAFAT
- Коммерческая нагрузка — 14 пассажиров

## Аварии и катастрофы
По состоянию на 24 июня 2020 года в общей сложности в результате катастроф и серьёзных аварий было потеряно 2 самолёта Fiat G.12. При этом погибли 4 человека.
| Дата       | Бортовой номер | Место происшествия  | Жертвы | Краткое описание              |
| ---------- | -------------- | ------------------- | ------ | ----------------------------- |
| 09.11.1942 | I-FELI         | вблизи острова Крит | 0/н.д. | Приводнение. Экипаж спасся.   |
| 02.05.1947 | MM60896        | Турин               | 2+2/2  | При посадке врезался в ангар. |